# Associazione Calcio Ravenna 1933-1934
Questa pagina raccoglie le informazioni riguardanti l'Associazione Calcio Ravenna nelle competizioni ufficiali della stagione 1933-1934.

## Rosa
| N. |                   | Ruolo | Calciatore          |
| -- | ----------------- | ----- | ------------------- |
|    | Italia (bandiera) | D     | Virginio Ballabio   |
|    | Italia (bandiera) | D     | Giorgio Ballerini   |
|    | Italia (bandiera) | A     | Giovanni Bencivelli |
|    | Italia (bandiera) | C     | Edgardo Biagini     |
|    | Italia (bandiera) | D     | Bustacchini         |
|    | Italia (bandiera) | A     | Angelo Catesi       |
|    | Italia (bandiera) | C     | Ferdinando Cortesi  |
|    | Italia (bandiera) | A     | Francesco Cortesi   |

| N. |                   | Ruolo | Calciatore        |
| -- | ----------------- | ----- | ----------------- |
|    | Italia (bandiera) | D     | Angelo Costa      |
|    | Italia (bandiera) | D     | Bruno Guermanni   |
|    | Italia (bandiera) | C     | Aurelio Marazzino |
|    | Italia (bandiera) | D     | Alberto Mazzanti  |
|    | Italia (bandiera) | C     | Lino Morselli     |
|    | Italia (bandiera) | P     | Sangiorgi         |
|    | Italia (bandiera) | D     | Tartagni          |
|    | Italia (bandiera) | A     | Riccardo Zama     |